# SN 2006qz
SN 2006qz – supernowa typu Ia odkryta 23 października 2006 roku w galaktyce A002521+1751. Jej maksymalna jasność wynosiła 20,25m.